# Et andet sted (film)
Et andet sted er en dansk kortfilm fra 1990 instrueret af Jannik Johansen efter eget manuskript.

## Handling
Novellefilm om et kærlighedsforhold der er forbi men stadig lever videre i hovedet på manden, da han opsøger det hus ved vandet, hvor de var sammen engang.

## Medvirkende
- Morten Lorentzen
- Nina Rachlin